# Samtgemeinde Schwaförden
Schwaförden er navnet på et amt ("Samtgemeinde") i Landkreis Diepholz i den tyske delstat Niedersachsen. Administrationen ligger i byen Schwaförden.
Samtgemeinde Schwaförden består af følgende kommuner:
1. Affinghausen
2. Ehrenburg
3. Neuenkirchen
4. Scholen
5. Schwaförden
6. Sudwalde